# Metanomeuta
Metanomeuta är ett släkte av fjärilar. Metanomeuta ingår i familjen spinnmalar.
Kladogram enligt Catalogue of Life:
| Metanomeuta | \| \| Metanomeuta fulvicrinis \| \| \| \| \| \| Metanomeuta zonoceros \| \| \| \| |
|             | \| \| Metanomeuta fulvicrinis \| \| \| \| \| \| Metanomeuta zonoceros \| \| \| \| |
|             | Metanomeuta fulvicrinis                                                           |
|             |                                                                                   |
|             | Metanomeuta zonoceros                                                             |
|             |                                                                                   |